# Tomáš Garrigue Masaryk

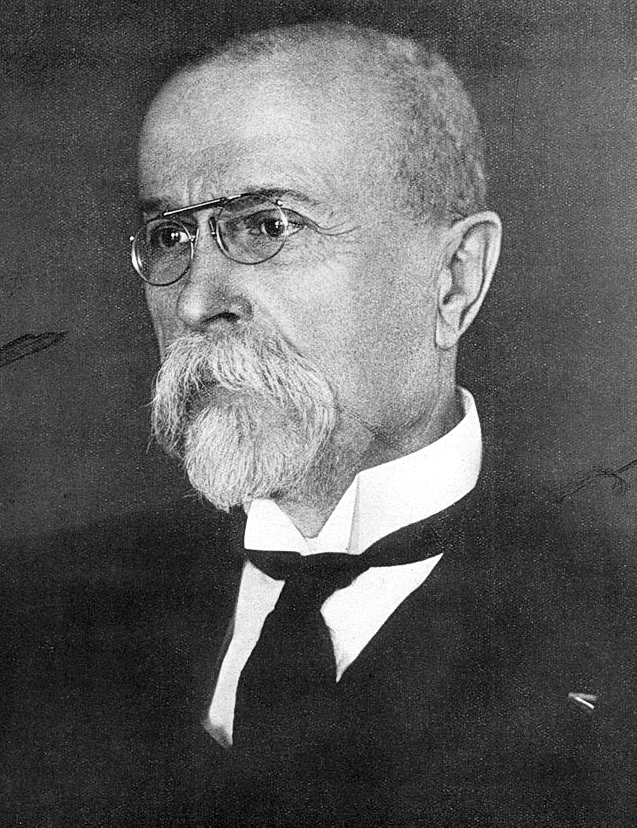
Tomáš Garrigue Masaryk (1925)

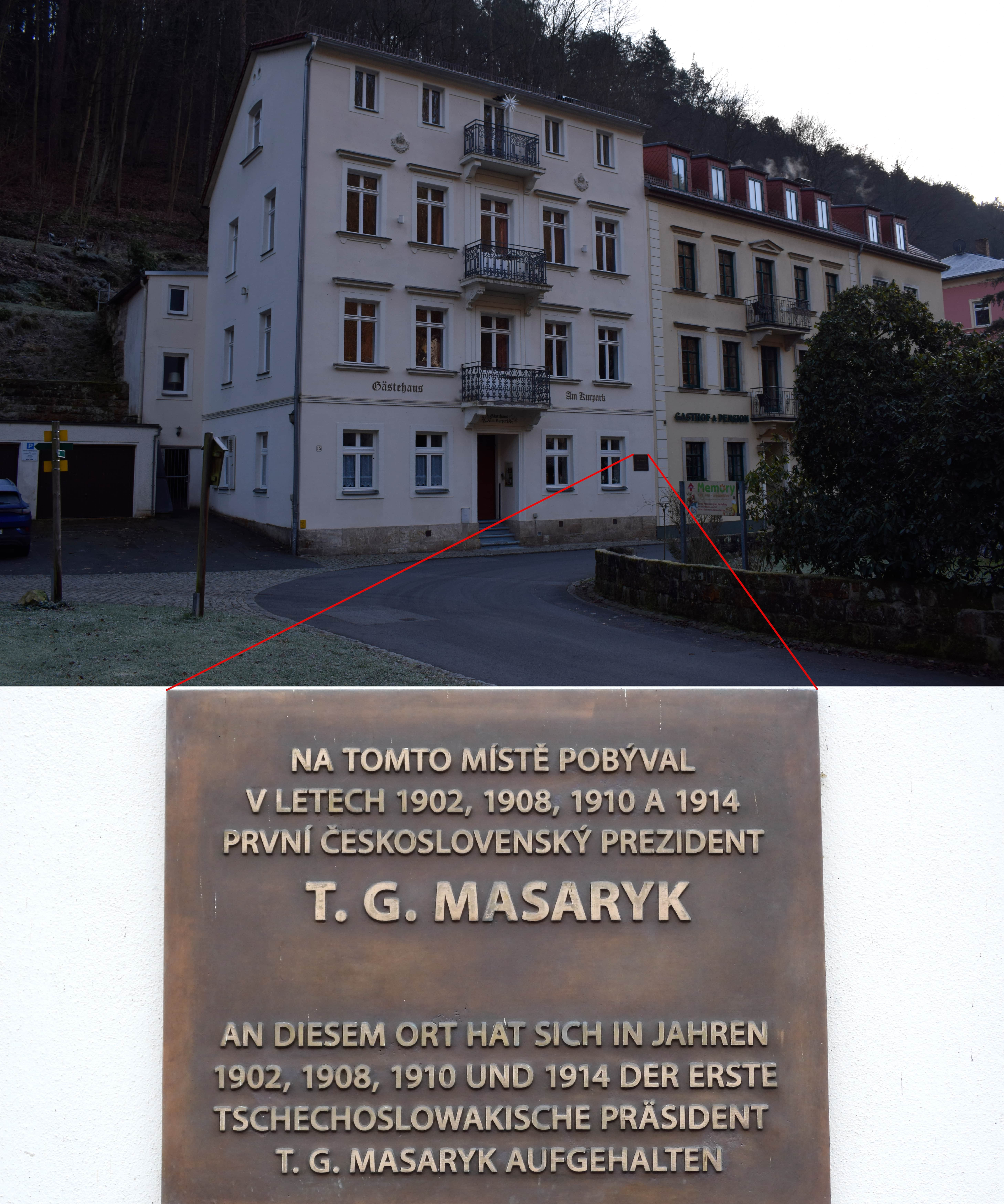
Wohnhaus (Badallee 15) von Tomáš Garrigue Masaryk während seinem Aufenthalt in Bad Schandau – Sächsische Schweiz.

Tomáš Garrigue Masaryk (deutsch auch Thomas Masaryk; * 7. März 1850 in Hodonín, Kaisertum Österreich; † 14. September 1937 in Lány) war ein tschechoslowakischer Philosoph, Soziologe und Politiker sowie Mitbegründer und erster Staatspräsident der Tschechoslowakei.
Masaryk wurde 1882 zum Professor für Philosophie an der Prager Karlsuniversität ernannt. Mit der Forderung nach Revision des Prozesses im Fall Hilsner trat er in der tschechischen Presse gegen antisemitische Vorurteile auf. Masaryk, der zweimal als Abgeordneter in den österreichischen Reichsrat gewählt wurde, setzte sich während des Ersten Weltkriegs erfolgreich für die Gründung eines unabhängigen und demokratischen tschechoslowakischen Staates ein, dessen Präsident er von 1918 bis 1935 war.
Den Zweitnamen Garrigue nahm Tomáš Masaryk nach der Heirat mit der amerikanischen Industriellentochter Charlotte Garrigue an. In Tschechien und in der Slowakei wird sein Name oft TGM abgekürzt.

## Leben

### Herkunft
Tomáš Masaryk stammte aus einfachen Verhältnissen. Er war der Sohn des Jozef Masaryk, eines slowakischen Kutschers auf kaiserlichen Gütern, und der Terezie Masaryková, geborene Kropáčková, einer Bauerntochter und Köchin aus Hustopeče. Masaryk bezeichnete seine Mutter später unterschiedlich als Deutsche, Hannakin oder Mährerin, sich selbst als Tschechen, Mährer oder Slowaken. Trotz dieses einfachen Hintergrunds konnte Masaryk mit Hilfe des damaligen Brünner Polizeidirektors Anton Ritter von Le Monnier das deutsche Gymnasium in Brünn und später das Akademische Gymnasium in Wien besuchen.
Es gibt Spekulationen darüber, dass Masaryk der uneheliche Sohn von Kaiser Franz Joseph gewesen sei, und deshalb in seiner schulischen und beruflichen Laufbahn intensiv protegiert wurde. Um die Anhaltspunkte der Vaterschaft Franz Josefs entweder zu verifizieren oder zu falsifizieren, war für das Jahr 2017 ein DNA-Vergleich mit vom Masaryk-Museum zur Verfügung gestellten Materialproben angesetzt. Die Untersuchung wurde jedoch von Masaryks Urenkelin Charlotta Kotík nicht erlaubt.

### Akademische Karriere
Ab 1872 studierte Masaryk Philosophie an der Universität Wien, unter anderen bei Franz Brentano. Nach seiner Promotion über Platon ging Masaryk nach Leipzig, wo er bei Wilhelm Wundt studierte und mit Edmund Husserl Kontakt hatte. Dort lernte er auch die gleichaltrige US-amerikanische Pianistin Charlotte Garrigue kennen, die er 1878 in New York heiratete. Ihre fünf gemeinsamen Kinder waren die Soziologin Alice Masaryková (1879–1966), der früh verstorbene Maler Herbert Masaryk (* 1880), der Diplomat und Politiker Jan Masaryk (1886–1948), Eleanor (* 1890), die im Säuglingsalter verstarb, sowie Olga Masaryková (* 1891).
1878 habilitierte sich Masaryk in Wien mit der Schrift Der Selbstmord als soziale Massenerscheinung der modernen Civilisation. Als junger Doktor der Philosophie hatte er sich zudem in einem von dem damaligen Studenten und späteren Orthopäden Adolf Lorenz abgehaltenen Privatkurs in Wien Anatomieunterricht geben lassen. 1879 wurde Masaryk Dozent in Wien, 1882 außerordentlicher und 1897 ordentlicher Professor an der Prager Universität.
1885 übernahm Masaryk die Aufgabe des Chefredakteurs für die entstehende tschechische Universalenzyklopädie Ottův slovník naučný. 1886 wurde er auf einen Schlag einer breiten Öffentlichkeit bekannt, als er sich in den Streit um zwei angeblich aus dem Mittelalter stammende Handschriften einschaltete. Die Königinhofer Handschrift und die Grünberger Handschrift wurden in Wirklichkeit zu Anfang des 19. Jahrhunderts gefälscht. Als Redakteur der Zeitschrift Athenaeum ließ er die Gegner der Echtheit dieser Handschriften zu Wort kommen und vertrat vehement die Meinung, dass die moderne tschechische Nation sich nicht auf eine erfundene Vergangenheit berufen solle. Er unterstützte den Linguisten Jan Gebauer bei der Forderung nach paläografischen und chemischen Analysen der Handschriften.
Ebenso entschieden verteidigte Masaryk 1899 in einem der letzten Ritualmordprozesse Mitteleuropas den jüdischen Angeklagten Leopold Hilsner.

### Politisches Engagement

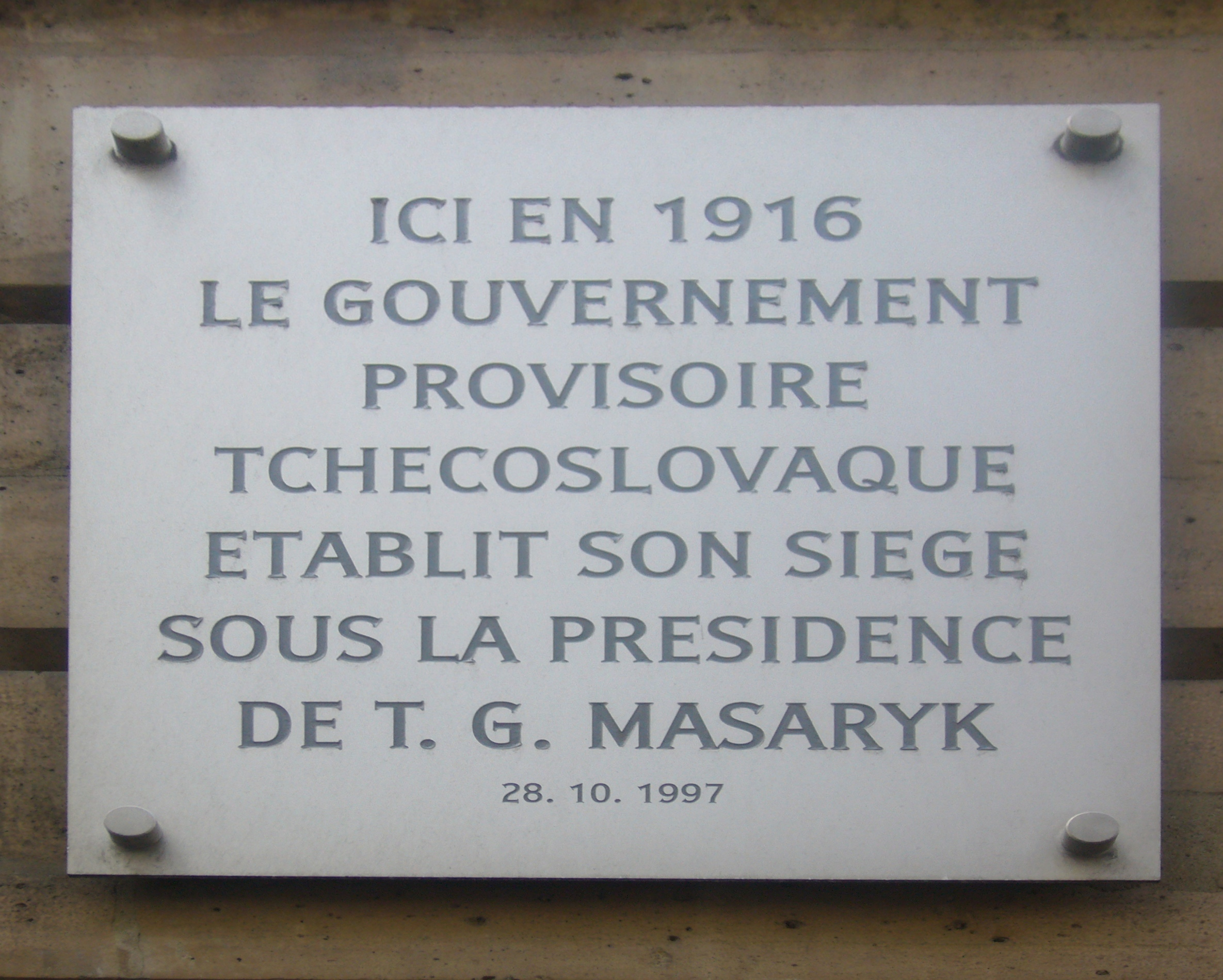
Inschrift am Haus der Tschechoslowakischen Exilregierung in Paris

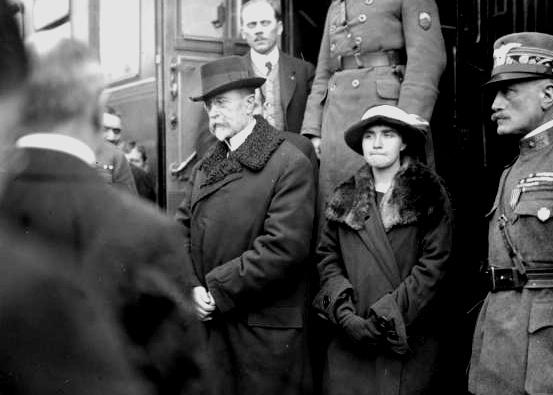
T. G. Masaryk mit Tochter Olga (1918)

1887 begann Masaryk sich politisch zu engagieren. Gemeinsam mit Josef Kaizl, Karel Kramář und anderen sogenannten Realisten kritisierte er die Politik der traditionellen Národní strana (Nationalpartei, später Staročeši (Alttschechen)). 1891 wurde er für die Mladočeši (Jungtschechen), eine tschechisch-nationale Partei, in den österreichischen Reichsrat gewählt, trat aber wegen Meinungsverschiedenheiten mit der Partei 1893 wieder zurück. 1900 gründete er die Realistische Partei, für die er von 1907 bis 1914 im Reichsrat saß.
Mit Ausbruch des Ersten Weltkriegs verfolgte Masaryk seine Pläne für einen eigenständigen tschechisch-slowakischen Staat und wurde damit mit 64 Jahren zur Schlüsselfigur des beginnenden tschechischen Widerstandskampfes, an dessen Ende die Auflösung Österreich-Ungarns stand. Im September und Oktober 1914 unternahm er zwei konspirative Reisen in die Niederlande und im Dezember 1914 eine weitere nach Italien und in die Schweiz. In der Schweiz wurde er gewarnt, dass ihm bei der Rückkehr die Verhaftung drohe, so dass er mit seiner Tochter Olga im Ausland blieb. Von Genf aus begann er eine Exilbewegung zu bilden, die mit dem Prager Untergrund, in dem sich tschechische Politiker in einer „Maffie“ genannten Geheimgesellschaft zusammengeschlossen hatten, um den Gedanken der angestrebten staatlichen Selbstständigkeit zu popularisieren, in Verbindung stand und mit den Exilgruppen in Frankreich, Großbritannien, den Vereinigten Staaten und Russland zu koordinieren war.
Im Herbst 1915 reiste Masaryk über Paris, wo sein engster Mitarbeiter Edvard Beneš war, nach London als dem politischen Zentrum der Alliierten. Am 14. November 1915 verkündete das Comité d'action tchèque à l'étranger, in dem sich die auslandstschechischen Organisationen zusammengeschlossen hatten, die Errichtung eines unabhängigen tschechoslowakischen Staates als ihr Ziel. Das Komitee wurde im Februar 1916 zum Tschechoslowakischen Nationalrat, dessen Vorsitz Masaryk übernahm. Es gelang ihm, die tschechoslowakische Frage international zum Thema zu machen. Auf Initiative Masaryks und des Nationalrats wurden die auf Seiten der Alliierten kämpfende Tschechoslowakischen Legionen als eine Exilarmee gegründet. Kurz nach der russischen Februarrevolution 1917 übernahm Masaryk im Mai 1917 die Organisation der dortigen Exilarmee. Im Dezember 1917 erlaubte Frankreich auf seinem Territorium die Errichtung einer tschechoslowakischen Armee. Ab Februar 1918 sahen die Alliierten die tschechoslowakische Armee in Russland als Teil der in Frankreich zusammengestellten Truppen an.
Während seines Russland-Aufenthalts begann Masaryk in Sankt Petersburg mit der Niederschrift seines politischen Programms, die er in den USA beendete: Das neue Europa. Zunächst sollte sie dazu dienen, den Soldaten „die prinzipiellen Probleme des Krieges klarzumachen“.
Von Mai bis Dezember 1918 gelang es Masaryk, die Alliierten von einer tschechoslowakischen Staatsbildung zu überzeugen. Frankreich akzeptierte als erster Alliierter am 29. Juni 1918 den Tschechoslowakischen Nationalrat als Grundlage einer künftigen Regierung, am 9. August 1918 folgte Großbritannien, am 3. September 1918 die USA. In Paris bildete Edvard Beneš am 14. Oktober 1918 aus dem bisherigen Nationalrat die provisorische tschechoslowakische Regierung mit Masaryk als Ministerpräsidenten. Am 18. Oktober 1918 proklamierte Masaryk in der so genannten Washingtoner Deklaration (siehe auch Pittsburgher Abkommen) einen unabhängigen tschechoslowakischen Staat, indem er sich auf das Naturrecht, die Geschichte und die demokratischen Prinzipien der USA sowie Frankreichs berief. Der neue Staat sollte eine Republik mit parlamentarischer Regierungsform, garantierten Grundrechten der Bürger, der Trennung von Kirche und Staat, allgemeinem Wahlrecht, Gleichberechtigung der Frauen, Minderheitenschutz und weitreichenden sozialen Reformen wie der Enteignung des Großgrundbesitzes und der Abschaffung aristokratischer Vorrechte sein. Am 28. Oktober 1918 akzeptierte die österreichisch-ungarische Regierung Präsident Woodrow Wilsons Bedingungen für die Beendigung des Krieges und bot den sofortigen Waffenstillstand an, so dass dieser Tag offiziell als Gründungstag der Tschechoslowakischen Republik gilt.

### Präsidentschaft

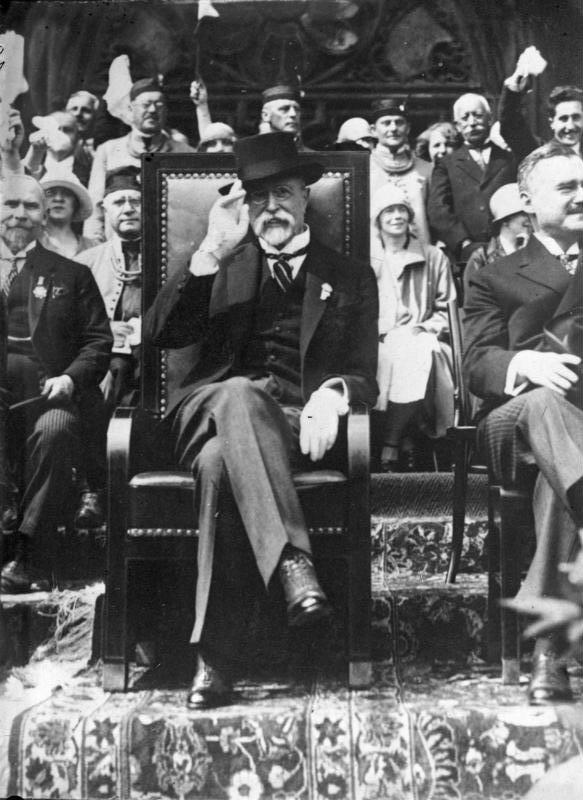
Tomáš Garrigue Masaryk (1932)

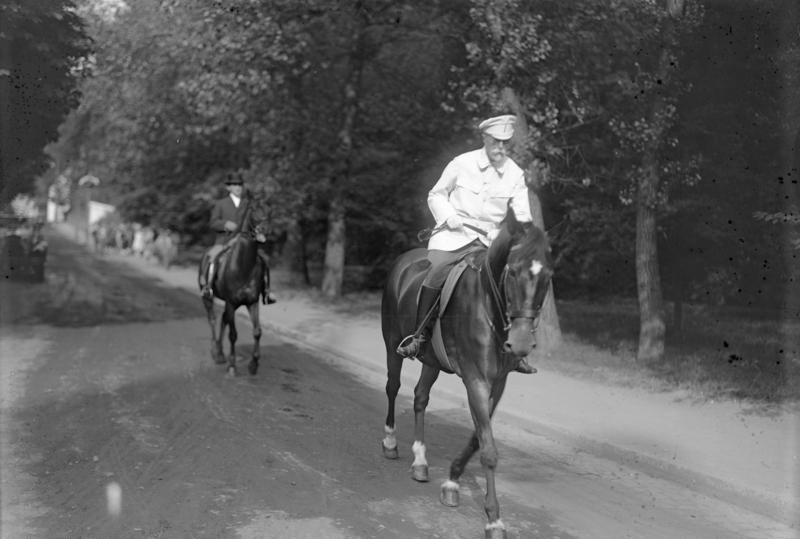
Masaryk in Karlsbad (1931), der Präsident war passionierter Reiter

Am 14. November 1918 wurde Masaryk von der Revolutionären Nationalversammlung zum Präsidenten gewählt. Am 21. Dezember 1918 kehrte er in die Tschechoslowakei zurück. In der Folge wurden ganz Böhmen, Mähren und Österreichisch Schlesien sowie ungefähr das Gebiet der heutigen Slowakei von tschechoslowakischen Truppen und Truppen der Alliierten als das Gebiet des neuen Staats Tschechoslowakei besetzt.
In den Nationalitätenkonflikten vertrat Masaryk als Verfechter eines liberalen und demokratischen Humanismus zwar eine gemäßigte Richtung. Er konnte aber die Parteiführer in der tschechischen Fünf-Parteien-Regierung nicht zu einem Ausgleich mit den großen Minderheiten von Deutschen, Slowaken, Ungarn und Russinen bewegen. In einem am 10. Januar 1919, also noch vor dem Beginn der Pariser Friedensverhandlungen gewährten Interview äußerte er sich so, dass sich die deutsche Minderheit, zumal von tschechischen Truppen besetzt, vor allem durch die Verwendung der Begriffe „Entgermanisierung“ und „Landesfremde“ bedroht fühlte: „… unsere geschichtlichen Grenzen stimmen mit den ethnographischen Grenzen ziemlich überein. Nur die Nord- und Westränder des böhmischen Vierecks haben infolge der starken Einwanderung während des letzten Jahrhunderts eine deutsche Mehrheit. Für diese Landesfremden (französisch ‚étrangers‘) wird man vielleicht einen gewissen modus vivendi schaffen, und wenn sie sich als loyale Bürger erweisen, ist es sogar möglich, dass ihnen unser Parlament […] irgendeine Autonomie zugesteht. Im übrigen bin ich davon überzeugt, dass eine sehr rasche Entgermanisierung dieser Gebiete vor sich gehen wird.“ Unter anderem blieb entgegen allen Versprechungen von 1919 Tschechisch die einzige Staatssprache.
1920 beauftragte Masaryk den slowenischen Architekten Jože Plečnik mit einer modernen Umgestaltung seines Amtssitzes, der Prager Burg. Die Modernisierung der monarchistisch geprägten Burganlage sollte für die Demokratisierung des gesamten Staates stehen. In der jungen Demokratie herrschte wirtschaftliche und kulturelle Aufbruchsstimmung. Der Präsident genoss international hohes Ansehen und galt als Symbolfigur des neuen Staates. Bis heute repräsentiert Masaryk in Tschechien als Personifikation das goldene Zeitalter der ersten Tschechoslowakischen Republik.
Im Zuge der politischen und wirtschaftlichen Stabilisierung der Tschechoslowakischen Republik ab Mitte der 1920er Jahre erwarb sich Masaryk, dessen Muttersprache auch Deutsch war, ein gewisses Ansehen auch bei Teilen der Deutschböhmen und Deutschmährer und wurde damit zu einem der integrativen Faktoren des neuen Staates, was anlässlich seines 70. Todestages auch im tschechoslowakischen Rundfunk hervorgehoben wurde.
Masaryk wurde insgesamt dreimal wiedergewählt (1920, 1927 und 1934) und war knapp zwei Jahrzehnte lang die dominierende Persönlichkeit des neuen Staates. Außenpolitisch lehnte er sich an Großbritannien und Frankreich an. Ab 1927 engagierte sich Masaryk in der informellen Stammtischgruppe Prager Intellektueller Pátečníci, die sich bereits ab 1925 traf.
Am 14. Dezember 1935 trat Masaryk aufgrund seines Alters und schlechten Gesundheitszustands zurück. Außenminister Edvard Beneš folgte ihm als Staatspräsident nach.

### Tod

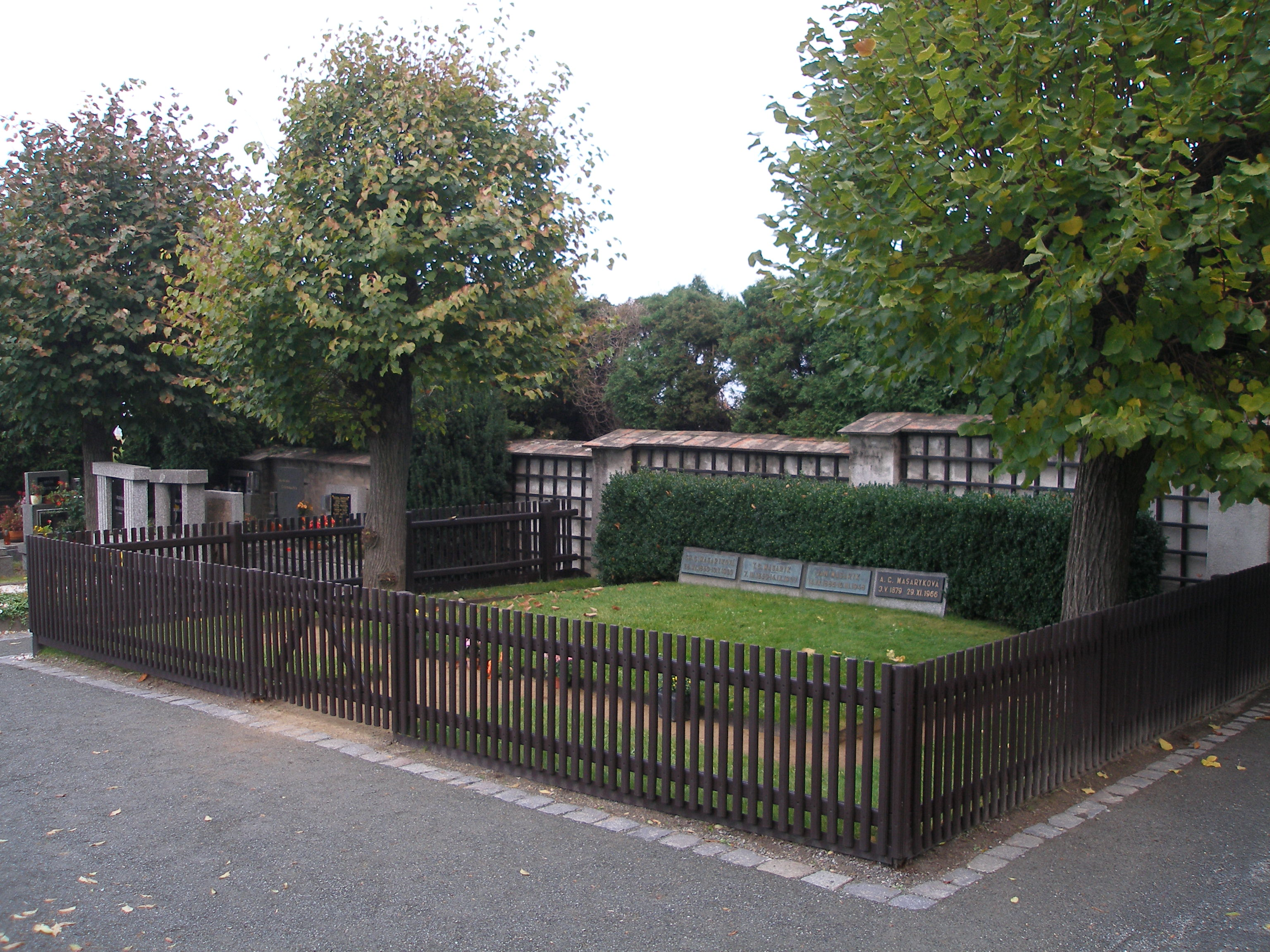
Grabstätte Masaryks und seiner Familie auf dem Dorffriedhof von Lány

Masaryk starb am 14. September 1937 in Schloss Lány und wurde neben seiner Frau Charlotte auf dem Dorffriedhof von Lány u Rakovníka beigesetzt. In den folgenden Jahren wurden auch zwei Kinder des Paares dort bestattet: der Diplomat und Politiker – bei seinem Tod Außenminister – Jan Masaryk (1886–1948) und 1994 die Urne der in den USA verstorbenen Soziologin Alice Masaryková (1879–1966).

## Wirkung als Philosoph
Als Philosoph und überzeugter Demokrat entwickelte er zum Teil utopische Ideen über die Entstehung eines „neuen Menschen“ durch eine bessere Gesellschaft. Als notwendige Grundlage hierfür erachtete er ein christlich-soziales Weltbild, in dem allerdings Religion „vom Staate und der Willkür absolutistischer Dynastien frei“ sein sollte: „Jesus, nicht Caesar – so lautet die Losung des demokratischen Europas […].“ Dem Staat galt sein grundsätzliches Misstrauen, weil er der Nation als demokratische Organisation entgegenstehe. In der Nation sei jeder Einzelne dazu berufen, sich zur Geltung zu bringen; „der Staat ist eine aristokratische, Zwangsmittel anwendende, unterdrückende Organisation: demokratische Staaten sind erst im Entstehen begriffen“. Das Scheitern dieser Vorstellungen in „seinem“ Land – nicht zuletzt wegen des ungelösten Nationalitätenproblems – erlebte er nicht mehr. Neben vielen anderen waren  Max Brod, Thomas Mann sowie der Philosoph und Journalist Felix Weltsch Kenner der Schriften Masaryks. Masaryk wurde siebzehnmal für den Friedensnobelpreis nominiert.
Der Schweizer Jurist Radan Hain nannte 2002 T. G. Masaryk eine überragende, aber heute wenig bekannte Persönlichkeit der modernen europäischen Geschichte. Inzwischen gibt es zum Beispiel auf Deutsch auch eine Studie von Dalibor Truhlar über Masaryks Philosophie der Demokratie (1994).

## Ehrungen

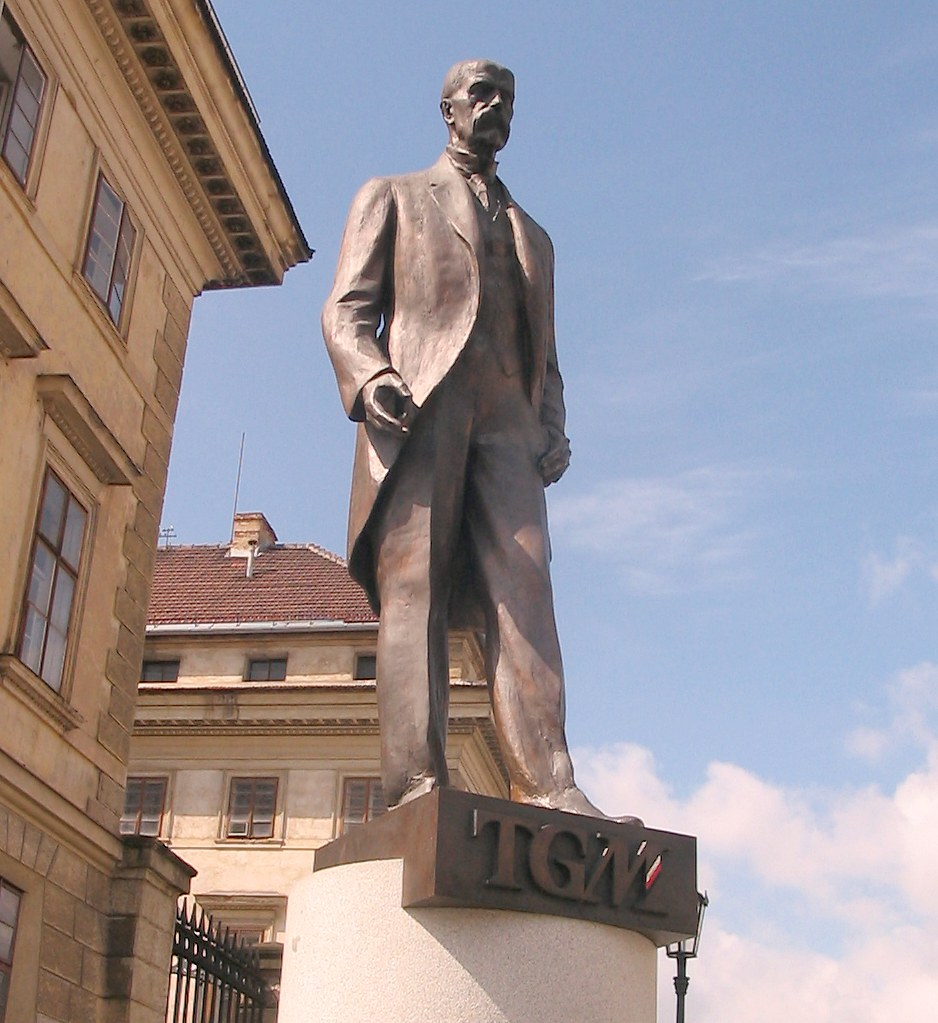
Masaryk-Denkmal auf dem Hradschin

Die 1919 gegründete Masaryk-Universität in Brünn trägt seinen Namen, auch die Motorsport-Rennstrecke Automotodrom Brno sowie ihr Vorgänger sind in Tschechien als Masaryk-Ring (tschechisch  Masarykův okruh) bekannt. In Prag wurde der älteste Bahnhof erstmals 1919 nach ihm benannt und trägt auch heute wieder den Namen Praha Masarykovo nádraží. Außerdem war er maßgeblich an der Gründung der School of Slavonic and East European Studies beteiligt, einem Teil der Londoner Universität.
1944 wurde der Panzerzug Masaryk nach ihm benannt.
Zahlreiche Plätze und Straßen in Tschechien, der Slowakei und in weiteren Ländern tragen Masaryks Namen. Beispielsweise sind die Avenida Presidente Masaryk in Mexiko-Stadt, Masaryktown in Florida oder der Kibbuz Kfar Masaryk in Israel nach ihm benannt.
Masaryk ziert das Cover des Albums Album of the Year der US-amerikanischen Rockband Faith No More aus dem Jahr 1997.
2003, zum 85. Jahrestag der Gründung der tschechoslowakischen Republik, nannten die Tschechen bei Umfragen nach ihrem größten Landsmann an erster Stelle Masaryk, Jan Hus oder Kaiser Karl IV.

## Schriften (Auswahl)
- Der Selbstmord als soziale Massenerscheinung der modernen Zivilisation. 1881.
- D. Humes Prinzipien der Moral. 1883.
- D. Humes Skepsis und die Prinzipien der Wahrscheinlichkeitsrechnung. 1884.
- Versuch einer konkreten Logik. 1886.
- Česká otázka. Prag 1895  (die tschechische Frage)
- Otázka sociální. Prag 1895  (die soziale Frage)
- Jan Hus. 1896.
- Die philosophischen und soziologischen Grundlagen des Marxismus. Wien 1899.
- Zur Berichtigung [Antwort auf Labriola]. In: Die Neue Zeit. Band I, 1899–1900, S. 217–219 antwortend auf Antonio Labriola: Zur Krise des Marxismus. In: Die Neue Zeit. Band I, 1899–1900, S. 68–80.
- Rusko a Evropa. Prag 1913. (dt.: Russland und Europa. Studien über die geistigen Strömungen in Russland. Erste Folge: Zur russischen Geschichts- und Religionsphilosophie. Sociologische Skizzen. 2 Bände. Diederichs, Jena 1913)
- Das neue Europa. engl. und frz. 1918. (dt. 1922) FU Berlin
- Světová revoluce. Za války a ve válce 1914–1918. Prag 1925. (dt.: Die Weltrevolution. Erinnerungen und Betrachtungen. 1914–1918. Berlin 1927)
- The Making of a State. 1925. (engl. 1927)

## Werkausgaben
- Thomas Garrigue Masaryk: Werke. 1930ff. (tschechisch)